# Немелівський Михайло
Михайло Немелівський (18 квітня 1938, с. Бзовиця, нині Тернопільська область — 18 вересня 2003, м. Бережани, Тернопільська область) — український священник, протоієрей, релігійний та громадський діяч.

## Життєпис
Михайло Немелівський народився 18 квітня 1938 року в селі Бзовиці, нині Зборівської громади Тернопільського району Тернопільської области України.
Навчався у Волинській духовній семінарії, яку закінчив 1961 року. Служив священником на парафіях с. Заставців (1962—1969) Чортківського району; с. Вербова (1968—2002), с. Гиновичів (1989) та с. Лісників Тернопільського району.
Ініціював заснування та був 1-м директором Музею переслідуваної Церкви в м. Бережанах (2000); засновник і редактор вісника музею «Дорога життя». Співорганізатор прощ до Зарваницького духовного центру в с. Зарваниці Тернопільського району.
27 червня 2001 року був учасником Богослужіння під
час Св. Літургії (м. Львів) на честь візиту Папи Римського Івана Павла II.
За почином Немелівського було відновлено та встановлено каплички і релігійні пам'ятки, впорядковано могили, збудовано пам'ятники Борцям за волю України та інші.
Помер 18 вересня 2003 року в місті Бережанах. Похований в рідному селі.

## Доробок
Автор статей на релігійні теми, створив відеотеку про визначні релігійні події і парафії краю.

## Нагороди
- ювілейна медаль до 2000-ліття Різдва Христового.